# Верајес (Долина Аосте)
Верајес (итал. Verrayes) је насеље у Италији у округу Долина Аосте, региону Долина Аосте.
Према процени из 2011. у насељу је живело 158 становника. Насеље се налази на надморској висини од 1019 м.

## Становништво
| 1931. | 1936. | 1951. | 1961. | 1971. | 1981. | 1991. | 2001. | 2011. |
| ----- | ----- | ----- | ----- | ----- | ----- | ----- | ----- | ----- |
| 1.324 | 1.270 | 1.197 | 1.152 | 1.237 | 1.184 | 1.200 | 1.266 | 1.344 |